# Pwd (Unix)
pwd (abbreviazione dalla lingua inglese di print working directory, stampa la directory corrente) è un comando dei sistemi operativi Unix e Unix-like, e più in generale dei sistemi POSIX, che mostra sullo standard output il pathname assoluto della directory corrente.

## Sintassi
La sintassi generale di pwd è la seguente:
```
pwd [
opzioni
]
```

Tra le opzioni vi sono:
-Lusa il valore della variabile d'ambiente PWD ma solo se nelle componenti del pathname assoluto in esso indicato non sono usate le directory speciali "." e "..".
-Prisolve eventuali collegamenti simbolici presenti nelle componenti del pathname assoluto.
La versione GNU di pwd non supporta le opzioni -L e -P, ma occorre tener presente che in tali sistemi viene in realtà eseguito l'omonimo comando interno della shell testuale, che invece supporta tali opzioni.

## Esempi
Mostra il pathname assoluto della directory corrente:
```
$ 
pwd

/home/utente/documenti
```

Mostra il pathname assoluto della directory corrente, evitando di indicare collegamenti simbolici (documenti era un collegamento simbolico a doc):
```
$ 
pwd -P

/home/utente/doc
```